# Giovanni Gabala
Giovanni Gabala (in greco Ἰωάννης Γαβαλᾶς?; fl. XIII secolo) era un magnate greco bizantino e sovrano ereditario dell'isola di Rodi negli anni '40 del XII secolo. Nel 1248 perse il controllo dell'isola a favore della Repubblica di Genova e chiese aiuto al suo suzerain, l'Impero di Nicea. Le truppe di Nicea ripresero l'isola, che però non fu restituita al controllo di Giovanni e divenne una provincia dell'Impero.

## Biografia
I Gabala appartenevano a un'antica famiglia aristocratica, risalente almeno all'inizio del X secolo, quando Anna Gabala sposò il figlio dell'imperatore Romano Lecapeno, il co-regnante Stefano. In seguito la famiglia ebbe un'importanza relativamente bassa, ma ha prodotto una serie di alti funzionari civili ed ecclesiastici nell'XI e XII secolo.
Il dominio della famiglia Gabala si stabilì a Rodi intorno al 1203, quando l'autorità imperiale centrale bizantina si era indebolita, ad opera del fratello maggiore di Giovanni, Leone Gabala, o di un parente sconosciuto. Giovanni succedette al fratello dopo la morte di quest'ultimo, avvenuta all'inizio del 1240. A differenza di Leone, che aveva esercitato un'autorità quasi indipendente e aveva persino concluso trattati per conto proprio, Giovanni dipendeva dall'Impero di Nicea. Mentre Leone deteneva l'alto titolo di “Cesare” e sosteneva di governare diverse isole dell'Egeo, Giovanni è attestato solo come “Padrone di Rodi”. Una lettera del re Enrico I di Cipro, ritrovata nella Biblioteca Vaticana, sembra riferirsi a Giovanni. Si rivolge a lui con i titoli che aveva ricevuto dall'imperatore di Nicea, sebastos e megas doux, e indica che era un parente imperiale per matrimonio (gambros, genero in greco), probabilmente a seguito di un matrimonio con una donna della famiglia Vataze, che potrebbe essere avvenuto già prima della morte di Leone.
Di lui e del suo governo non si sa quasi altro, se non che nel 1248 si trovava con l'esercito niceno in campagna contro l'Impero latino nei pressi di Nicomedia, quando i genovesi si impadronirono improvvisamente di Rodi. Una spedizione nicena, con alla guida il pinkernes Giovanni Cantacuzeno, riconquistò l'isola in una campagna che probabilmente durò fino al 1250. Dopo il 1250, il dominio della famiglia Gabala su Rodi terminò sia formalmente che di fatto, e l'isola divenne una provincia nicena.

## Monetazione
I fratelli Gabala emisero una propria moneta di rame, di valore o denominazione sconosciuti. Erano aniconiche e contenevano solo iscrizioni; le monete di Giovanni recavano il suo nome e il suo titolo: +ΙW[ΑΝΝΗC] Ο ΓΑΒΑΛΑC (“Giovanni Gabala”) sul dritto, e Ο ΑVΘΕΝΤΗC ΤΗC ΡΟΔΟV (“Il Padrone di Rodi”) sul rovescio. Come sottolinea Alexis Savvides, l'omissione della formula Ο ΔΟVΛΟC ΤΟV ΒΑCΙΛΕ[ΩC] (“Servo dell'imperatore”), che compariva sulle monete di Leone, è notevole, perché in realtà la posizione di Giovanni nei confronti dell'imperatore di Nicea era molto più subordinata di quella del fratello.